# La Vocation d'André Carel
Pour les articles homonymes, voir Carel.
La Vocation d'André Carel, ou La Puissance du travail, est un film muet franco-suisse réalisé par Jean Choux, sorti en 1925. C'est la première apparition notable de Michel Simon au cinéma.

## Synopsis
Sur les conseils de son père qui s'inquiète pour sa santé défaillante, André Carel part se reposer à Evian au bord du lac Léman, la station thermale à la mode pour les gens aisés. Son précepteur Gaston Lebeau (Michel Simon) est chargé de lui tenir compagnie et de veiller sur lui.  
Au cours d'une excursion, il arrive dans le petit village de Meillerie et il observe le travail des ouvriers de la carrière. André est séduit par la beauté de Reine Lugrin, la fille d'un modeste batelier, qu'il aperçoit sur un bateau et tombe sous son charme. 
Se faisant passer pour un ouvrier et en se gardant de dévoiler qu'il est riche, André Carel réussit à se faire embaucher a la carrière. Il est hébergé avec les autres ouvriers dans une maison voisine de celle de la jeune fille. Le film se finit avec le mariage de André et Reine.

## Fiche technique
- Titre : La Vocation d'André Carel ou La Puissance du travail
- Réalisation : Jean Choux
- Scénario : Jean Choux
- Photographie : Charles-Georges Duvanel et Paul Guichard
- Montage : Jean Choux
- Production : Jean Choux, Hazard-Joseph de Ruyter
- Sociétés de production : Production Jean Choux (Genève), Les Films H. D. R. (Paris)
- Pays de production : Suisse, France
- Format : Noir et blanc - Muet - 1,33:1 - 35 mm
- Date de sortie : 1925

## Distribution
- Blanche Montel : Reine Lugrin
- Stéphane Audel : André Carel
- Michel Simon : Gaston Lebeau
- Héléna Manson : L'amoureuse de Cardan
- Camille Bert : Jean Carel
- Jean Cyri : Louis Cardan
- Maurice Destain : le père Lugrin
- Thérèse Reignier : la mère Lugrin

## Autour du film
- Tournage : Extérieurs, été et automne 1924, en décors naturels, sur le Léman, à Montreux, Lausanne et à Meillerie (Glion, île de Salagnon, Territet, Clarens, Evian, Genève). Intérieurs, hiver 1924, studios Gaumont, Paris (La Villette).
- La Vocation d'André Carel permet notamment de voir la région telle qu'elle était à l'époque, ainsi que la vie des ouvriers-marins (les « bacounis ») du lac Léman.
- Avant ce film, Michel Simon n'avait joué au cinéma qu'un petit rôle dans La Galerie des monstres, film muet français réalisé par Jaque Catelain, sorti en 1924.